# Isocapnia
Isocapnia is een geslacht van steenvliegen uit de familie Capniidae. De wetenschappelijke naam van het geslacht is voor het eerst geldig gepubliceerd in 1938 door Banks.

## Soorten
Isocapnia omvat de volgende soorten:
- Isocapnia abbreviata Frison, 1942
- Isocapnia agassizi Ricker, 1943
- Isocapnia aptera Zhiltzova, 1969
- Isocapnia arcuata Zhiltzova, 1975
- Isocapnia crinita (Needham & Claassen, 1925)
- Isocapnia eichlini Zenger & Baumann, 2004
- Isocapnia grandis (Banks, 1907)
- Isocapnia guentheri (Joost, 1970)
- Isocapnia hyalita Ricker, 1959
- Isocapnia integra Hanson, 1943
- Isocapnia japonica Kohno, 1953
- Isocapnia kudia Ricker, 1959
- Isocapnia mogila Ricker, 1959
- Isocapnia orientalis Zhiltzova, 1975
- Isocapnia palousa Zenger & Baumann, 2004
- Isocapnia rickeri Zenger & Baumann, 2004
- Isocapnia sibirica (Zapekina-Dulkeit, 1955)
- Isocapnia spenceri Ricker, 1943
- Isocapnia vedderensis (Ricker, 1943)